# ارج هوشمند
ارج هوشمند (انگلیسی: Smart Arridge; ۲۱ ژوئن ۱۸۷۲ – ۱۹ اکتبر ۱۹۴۷) بازیکن فوتبال اهل بریتانیا بود.
از باشگاه‌هایی که در آن بازی کرده‌است می‌توان به باشگاه فوتبال استوک‌پورت کانتی و باشگاه فوتبال اورتون اشاره کرد.
وی همچنین در تیم ملی فوتبال ولز بازی کرده‌است.